# Alexander Milošević
Alexander Sjöström Milošević (Sundbyberg, 30 januari 1992) is een Zweedse profvoetballer van Servische afkomst die doorgaans als centrale verdediger speelt. Hij verruilde in januari 2015 AIK Fotboll voor Beşiktaş JK.

## Clubcarrière
Milošević begon als achtjarige jongen bij Rissne IF en verruilde een paar jaar later die club voor Vasalunds IF. Meestal speelde hij als centrale verdediger, maar soms werd hij er als middenvelder opgesteld. Gedurende het seizoen 2010 scoorde hij vijf keer voor Vasalunds IF, op dat moment actief in de Division 1.
Milošević tekende op 1 februari 2011 een vierjarig contract bij toenmalig landskampioen AIK Fotboll, waarmee hij in de Allsvenskan ging spelen. Hij werd in de volgende jaren tweede, derde, opnieuw tweede en vierde van Zweden met de club. Gedurende die tijd speelde bij tachtig competitiewedstrijden.
Milošević verruilde IFK in januari 2015 voor Beşiktaş JK, waar hij een contract tekende tot medio 2018.
| Seizoen | Club              | Land               | Competitie  | Duels | Doelp. |
| ------- | ----------------- | ------------------ | ----------- | ----- | ------ |
| 2011    | AIK Fotboll       | Vlag van Zweden    | Allsvenskan | 29    | 0      |
| 2012    | AIK Fotboll       | Vlag van Zweden    | Allsvenskan | 6     | 1      |
| 2013    | AIK Fotboll       | Vlag van Zweden    | Allsvenskan | 18    | 0      |
| 2014    | AIK Fotboll       | Vlag van Zweden    | Allsvenskan | 27    | 3      |
| 2014/15 | Beşiktaş JK       | Vlag van Turkije   | Süper Lig   | 1     | 0      |
| 2015/16 | Beşiktaş JK       | Vlag van Turkije   | Süper Lig   | 1     | 0      |
| 2015/16 | → Hannover 96     | Vlag van Duitsland | Bundesliga  | 10    | 0      |
| 2016/17 | → SV Darmstadt 98 | Vlag van Duitsland | Bundesliga  | 18    | 0      |
| Totaal  | Totaal            | Totaal             | Totaal      | 110   | 4      |

## Interlandcarrière
Milošević nam met het Zweeds olympisch elftal deel aan de Olympische Spelen 2016 in Rio de Janeiro. Daar werd de ploeg onder leiding van bondscoach Håkan Ericson uitgeschakeld in de groepsfase, na een gelijkspel tegen Colombia (2-2) en nederlagen tegen Nigeria (1-0) en Japan (1-0).

## Erelijst
| Beşiktaş JK       |    |         |
| Winnaar Süper Lig | 1x | 2015/16 |
| Zweden –21        |    |         |
| Winnaar EK -21    | 1x | 2015    |